# Tào Bá Dương
Tào Bá Dương (chữ Hán: 曹伯陽; trị vì: 501 TCN-487 TCN), tên thật là Cơ Bá Dương (姬伯阳), là vị vua thứ 26 và là vua cuối cùng của nước Tào – chư hầu nhà Chu trong lịch sử Trung Quốc.

## Trọng dụng Công Tôn Cương
Tào Bá Dương là con của Tào Tĩnh công – vua thứ 25 nước Tào. Năm 502 TCN, Tào Tĩnh công mất, Bá Dương lên nối ngôi.
Tào Bá Dương bỏ bê chính sự, ham săn bắn. Có người ở vùng biên cương là Công Tôn Cường (公孫強) bắt được con chim nhạn trắng mang dâng Tào Bá Dương và bàn việc săn bắn rất hợp ý ông. Ông bèn phong cho Công Tôn Cường làm chức Tư thành, coi việc trong nước. Công Tôn Cường bàn với Tào Bá Dương nên tính tới việc làm bá chủ chư hầu. Tào Bá Dương nghe theo Công Tôn Cường, bèn phản lại nước Tấn và bỏ không thần phục nước Tống nữa.

## Mất nước
Năm 488 TCN, Tống Cảnh công cùng Chữ Sư Tử Phì mang quân đánh Tào. Nước Tấn không phát binh cứu. Nước Tào bị vây tại 5 đồn ấp là Thử Khưu, Ấp Khưu, Đại Thành, Chung và Vu. Trịnh Thanh công nghe tin nước Tào bị Tống đánh bèn điều quân đi cứu Tào, tấn công vào địa giới nước Tống.
Quân Tống vẫn không rút về mà tiếp tục tấn công nước Tào. Sang năm 487 TCN, quân Tống vây đánh Tào không được, bèn rút quân về nước. Trên đường về, tướng Tống là Chữ Sư Tử Phì đi đoạn hậu, bị dân nước Tào chửi rủa thậm tệ, bèn dừng quân lại báo với Tống Cảnh công. Vua Tống tức giận truyền quân quay trở lại tấn công nước Tào. Lần này Tào Bá Dương không chống cự nổi. Quân Tống phá thành, bắt sống Tào Bá Dương và Công Tôn Cương đem về nước. Sau đó Tào Bá Dương và Công Tôn Cường đều bị giết chết. Tống Cảnh công diệt nước Tào.
Tào Bá Dương làm vua tất cả 15 năm. Nước Tào diệt vong, từ Tào Thúc Chấn Đạc đến Tào Bá Dương truyền được 26 vua, 19 thế hệ.